# 常任理事国 (国際連盟)
常任理事国（じょうにんりじこく、英：Permanent Members）は、かつて国際連盟に設置されていた理事会の理事国のうち、任期が設定されていない国のこと。
その構成国は以下のように変遷している。

## 構成国の変遷
- 1920年 - 国際連盟が発足する。当初の常任理事国は、イギリス・フランス・イタリア・日本の4か国であった（アメリカ合衆国も国際連盟に参加していれば常任理事国になる予定だった）。
  -  イギリス、 フランス、 イタリア、 日本
- 1926年 - ドイツが国際連盟に加盟したことにより、同国が常任理事国に加わる。
  -  イギリス、 フランス、 イタリア、 日本、 ドイツ
- 1933年 - 連盟総会で満洲国を否定された日本と、ナチス党が政権を掌握したドイツが国際連盟を脱退。
  -  イギリス、 フランス、 イタリア
- 1934年 - ソビエト連邦が国際連盟に加盟したことにより、同国が常任理事国に加わる。
  -  イギリス、 フランス、 イタリア、 ソビエト連邦
- 1937年 - 日独防共協定に加入したイタリアが国際連盟を脱退。
  -  イギリス、 フランス、 ソビエト連邦
- 1939年 - ソ連がフィンランドに侵攻したため国際連盟を除名される。以後、解散まで理事会の機能が停止する（以後は管理委員会が活動を行なう）。
  -  イギリス、 フランス
- 1946年 - 国際連盟が解散。資産や一部機関が国際連合へ移行・継承された。

## 常任理事国参入を希望した国
- 以下の国は常任理事国参入を強く希望していたが、解散に至るまで実現はなされなかった。
  -  ポーランド（半常任理事国）
  -  スペイン（半常任理事国）
  -  中華民国
  -  ブラジル
  -  トルコ
  -  ベルギー
  -  スウェーデン